# Bagheera kiplingi
Bagheera kiplingi je vrsta pajka iz družine skakačev, ki prebiva na območju Medmorske Amerike, predvsem v Mehiki, Kostariki in Gvatemali. Je tipska vrsta za rod Bagheera. Poleg tega je prva znana vrsta pajka, ki se povečini prehranjuje z rastlinsko hrano.

## Izvor imena
Rodovno ime so pajki dobili po črnem panterju Bagiri (ang. Bagheera), enemu od glavnih likov v Kiplingovih serijah zgodb z naslovom Knjiga o džungli, vrstni pridevek pa je posvečen v čast pisatelju teh zgodb, Rudyardu Kiplingu.

## Telesne značilnosti
V dolžino zraste od 5 do 6 mm. Samec ima jantarno obarvane noge, temno zeleno obarvan sprednji del glavoprsja in ozki zadek rdečkaste barve z zelenimi prečnimi črtami. Sprednji par nog jantarne barve je pri samici močnejši od ostalih parov nog svetlo rumene barve. Ima rdeče rjavo glavoprsje s črnim sprednjim delom, zadek svetlo rjave barve s temnorjavimi in zelenimi lisami pa je razmeroma velik.

## Prehrana
Rastlinojedi pajki se prehranjujejo predvsem s t. i. Beltijevimi telesi, ki so pravzaprav šiške oz. zadebeljeni trni akacij, bogati z beljakovinami, lipidi in sladkorji, v manjši meri pa se hranijo tudi z nektarjem akacij. Beltijeva telesca predstavljajo več kot 90 % pajkove prehrane, vendar je treba omeniti, da ti pajki niso izključno rastlinojedi, pač pa redkokdaj zaužijejo tudi vinske mušice in ličinke mravelj iz rodu Pseudomyrmex, ki živijo v sožitju (simbioza) z akacijami v omenjenih šiškah. Mravlje namreč ščitijo rastlino pred rastlinojedi, v zameno za to pa se mravlje prav tako prehranjujejo s šiškami. Mravljam se izogibajo tako, da pri bližnjem srečanju skočijo na najbližji list, sicer pa vzdržujejo gnezda v starih šiškah in drugih delih akacije, kjer se mravlje redko pojavljajo. V obdobjih večje suše lahko pride tudi do kanibalizma med pajki.
Domnevano je, da so pajki razvili rastlinojedi način življenja zaradi celoletne obstojnosti šišk, kar ponuja zanesljivi vir hrane in mesto za izleganje jajčec.
Čeprav so pajki teritorialni in se hranijo posamično, lahko na nekaterih akacijah prebiva skupnost več sto rastlinojedih pajkov, pri čemer prevladujejo samice. Sobivanje odraslih osebkov in mladičev ter sodelovanje samic pri varovanju gnezd in mladičev nakazujejo na to, da omenjeni pajki tvorijo kvazisocialne skupnosti.